# Silicon Savannah
 (mai 2024).
Silicon Savannah est un écosystème technologique situé à Nairobi, Kenya, souvent comparé à la Silicon Valley en raison de son rôle dynamique dans le domaine des technologies de l'information et de la communication (TIC) en Afrique de l'Est.

## Histoire et développement
L'initiative de Silicon Savannah a commencé au début des années 2000, lorsque le gouvernement kenyan a investi dans des infrastructures TIC robustes. Le projet Konza Technopolis, également connu sous le nom de Konza Tech City, est considéré comme un élément central de cette initiative.

## Acteurs principaux
Parmi les entreprises notables basées dans Silicon Savannah, on trouve Safaricom, célèbre pour son service de paiement mobile M-Pesa, et Ushahidi, une plateforme de cartographie de l'information. Des incubateurs tels que iHub et Nailab offrent un soutien essentiel aux entrepreneurs locaux.

## Impact économique et social
L'écosystème a un impact significatif non seulement au Kenya mais dans toute la région d'Afrique de l'Est. Il contribue à la création d'emplois, à l'amélioration des services publics et à la croissance économique, tout en stimulant l'innovation dans des domaines tels que la finance, l'agriculture et l'éducation.

## Défis
Les défis incluent le financement insuffisant, les lacunes en infrastructure et le besoin de politiques plus favorables pour soutenir l'innovation et l'entrepreneuriat.

## Perspectives futures
Avec des plans continus pour l'amélioration de l'infrastructure TIC et un intérêt croissant des investisseurs internationaux, l'avenir de Silicon Savannah semble prometteur.